# Abisara sciurus
Abisara sciurus är en fjärilsart som beskrevs av Hans Fruhstorfer 1904. Abisara sciurus ingår i släktet Abisara och familjen Riodinidae. Inga underarter finns listade i Catalogue of Life.